# Len Allchurch
Leonard „Len“ Allchurch (* 12. September 1933 in Swansea, Wales; † 16. November 2016 ebenda) war ein walisischer Fußballspieler. Er nahm mit der walisischen Nationalmannschaft an der Weltmeisterschaft 1958 in Schweden teil.

## Karriere

### Verein
Allchurch begann seine aktive Karriere bei Swansea Town, wo er gemeinsam mit seinem älteren Bruder Ivor in der englischen Football League Second Division spielte. Ivor verließ den Klub 1958. Im Sommer 1961 wechselte Len zum Erstligaaufsteiger Sheffield United. Bis 1965 war Allchurch ein wichtiger Teil der Mannschaft und trug maßgeblich zum Verbleib in der First Division bei.
Im März 1965 wechselte er in die Vierte Division zu Stockport County. In seinem zweiten Jahr bei Stockport gelang Allchurch mit seiner Mannschaft der Aufstieg in die Third Division. 1969 kehrte er nach Swansea zurück, wo er 1971 seine Profikarriere beendete.

### Nationalmannschaft
Am 20. April 1955 gab Allchurch an der Seite seines Bruders Ivor im Rahmen eines Spiels um die British Home Championship gegen Nordirland sein Debüt in der walisischen Nationalmannschaft.
Anlässlich der Weltmeisterschaft 1958 in Schweden wurde Allchurch von Teammanager Jimmy Murphy in den walisischen Kader berufen. Er wurde während des Turniers jedoch nicht eingesetzt.
Sein letztes von insgesamt elf Länderspielen, in denen er ohne Torerfolg blieb, bestritt Allchurch am 12. Oktober 1963 beim 0:4 gegen England im Spiel um die British Home Championship 1964.

## Erfolge
- Walisischer Pokalsieger: 1961